# Tablelands Highway

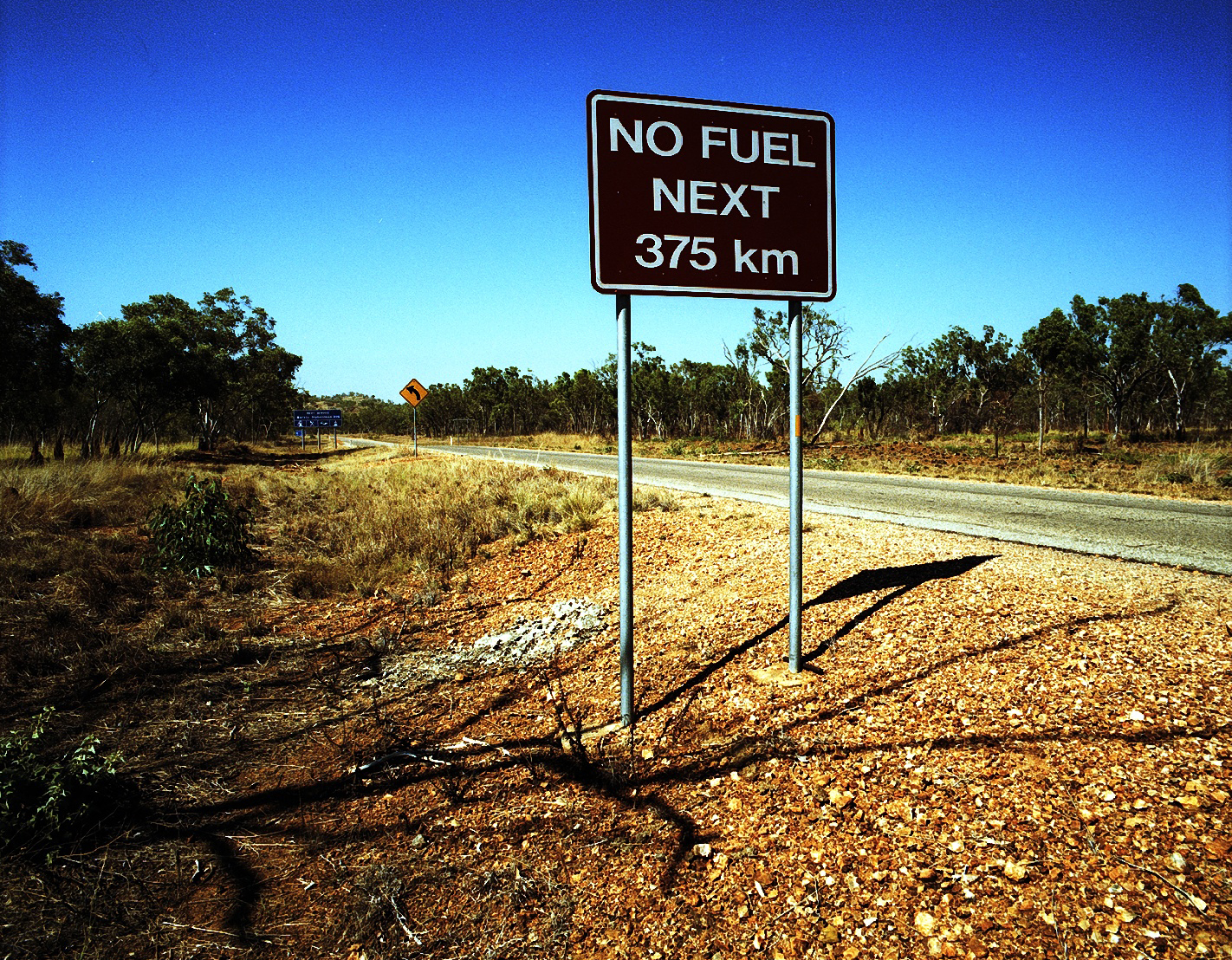
Schild am Straßenrand

Der Tablelands Highway ist eine Fernstraße Osten des australischen Northern Territory. Er verbindet den Barkly Highway (N66) bei Barkly Homestead mit dem Carpentaria Highway (R1) bei Cape Crawford.

## Verlauf
Die Straße verläuft durch das Barkly Tableland in Süd-Nord-Richtung. Im flachen, warmen Tafelland versickern die meisten Flüsse und Bäche nach einigen hundert Kilometern wieder. Einer dieser Flüsse ist der Playford River im südlichen Abschnitt des Tablelands Highway. Der McArthur River im nördlichsten Abschnitt der Straße allerdings findet seinen Weg nach Norden in den Golf von Carpentaria.
Das trockene Grasland wird vorwiegend für die Schafzucht genutzt und so verbindet der Tablelands Highway die wenigen Stationen auf seinem 379 km langen Weg. Größere Ansiedlungen gibt es zwischen Barkly Homestead und Cape Crawford nicht.
Der höchste Punkt im Verlauf des Highways liegt auf 287 m, der niedrigste auf 79 m.
Die Straße ist auf ihrer gesamten Länge zweispurig und befestigt.